# Kalyarr National Park
Kalyarr National Park är en nationalpark i Australien. Den ligger i delstaten New South Wales, i den sydöstra delen av landet, omkring 640 kilometer väster om delstatshuvudstaden Sydney.
Kalyarr National Park ligger 78 meter över havet.
Trakten runt Kalyarr National Park är nära nog obefolkad, med mindre än två invånare per kvadratkilometer.. Närmaste större samhälle är Maude, omkring 17 kilometer söder om Kalyarr National Park. 
Omgivningarna runt Kalyarr National Park är i huvudsak ett öppet busklandskap. Genomsnittlig årsnederbörd är 344 millimeter. Den regnigaste månaden är februari, med i genomsnitt 75 mm nederbörd, och den torraste är oktober, med 6 mm nederbörd.